# Hans Peter Mensing
Hans Peter Mensing (* 1942) ist ein deutscher Historiker, der als Adenauer-Experte gilt.

## Leben
Hans Peter Mensing studierte Geschichte, Germanistik, Skandinavistik, Philosophie und Politikwissenschaft an den Universitäten Kiel und Uppsala. 1979 wurde er mit der Arbeit Erscheinungsformen schwedischer Sozialpolitik im ausgehenden 19. Jahrhundert in Kiel promoviert. Von 1980 bis 2007 arbeitete er für die Stiftung Bundeskanzler-Adenauer-Haus in Bad Honnef-Rhöndorf, zuerst als wissenschaftlicher Mitarbeiter und ab 1988 als Leiter des Editionsbereiches. Mensing ist Mitglied des Editionsbeirates der Stiftung Bundespräsident-Theodor-Heuss-Haus in Stuttgart. Seit 2008 ist er stellvertretender Vorsitzender des Heimat- und Geschichtsvereins Herrschaft Löwenburg.

## Schriften
- Aus Adenauers Nachlass. Beiträge zur Biographie und Politik des ersten Bundeskanzlers. Bearb.: Benedikt Praxenthaler. SH, Köln 2007, ISBN 978-3-89498-186-0.
- Resi Schlief – Adenauers Stütze aus Unkel. Bouvier, Bonn 2013, ISBN 978-3-416-03371-8.

Rhöndorfer Ausgabe
Hans Peter Mensing war Bearbeiter der seit 1983 erscheinenden „Rhöndorfer Ausgabe“, in der Briefe von Konrad Adenauer und weitere Dokumente über Adenauer veröffentlicht werden. Die Ausgabe erscheint im Verlag Ferdinand Schöningh Paderborn.
- Briefe 1945–1947. 1983, ISBN 3-88680-071-7.
- Briefe 1947–1949. 1984, ISBN 3-88680-073-3.
- Briefe 1949–1951. 1985, ISBN 3-88680-075-X.
- Briefe 1951–1953. 1987, ISBN 3-88680-077-6.
- Briefe 1953–1955. 1995, ISBN 3-88680-750-9.
- Briefe 1955–1957. 1998, ISBN 3-88680-654-5.
- Briefe 1957–1959. 2000, ISBN 3-506-70510-5.
- Briefe 1959–1961. 2004, ISBN 3-506-70128-2.
- Briefe 1961–1963. 2006, ISBN 3-506-75742-3.

- Adenauer im Dritten Reich. 1991, ISBN 3-88680-415-1.
- Teegespräche 1961–1963. 1992, ISBN 3-88680-067-9.
- Konrad Adenauer. Die letzten Lebensjahre.
Band 1: Oktober 1963 – September 1965. 2009, ISBN 978-3-506-76776-9.
Band 2: September 1965 – April 1967. 2009, ISBN 978-3-506-76776-9.

Weitere Bearbeitungen
- Unserem Vaterland zugute. Theodor Heuss, Konrad Adenauer: Der Briefwechsel 1948–1963. Goldmann, München 1992, ISBN 3-442-12841-2.
- Unter vier Augen. Adenauer, Heuss: Gespräche aus den Gründerjahren 1949–1959. Siedler, Berlin 1999, ISBN 3-88680-686-3.
- Konrad Adenauer im Briefwechsel mit Flüchtlingen und Vertriebenen. Kulturstiftung der Deutschen Vertriebenen, Bonn 1999, ISBN 3-88557-186-2.
- Freundschaft in schwerer Zeit. Die Briefe Konrad Adenauers an Dora Pferdmenges 1933–1949. Bouvier, Bonn 2007, ISBN 978-3-416-03173-8.